# Onze-Lieve-Vrouw-Onbevlekt-Ontvangenkerk (Blauberg)

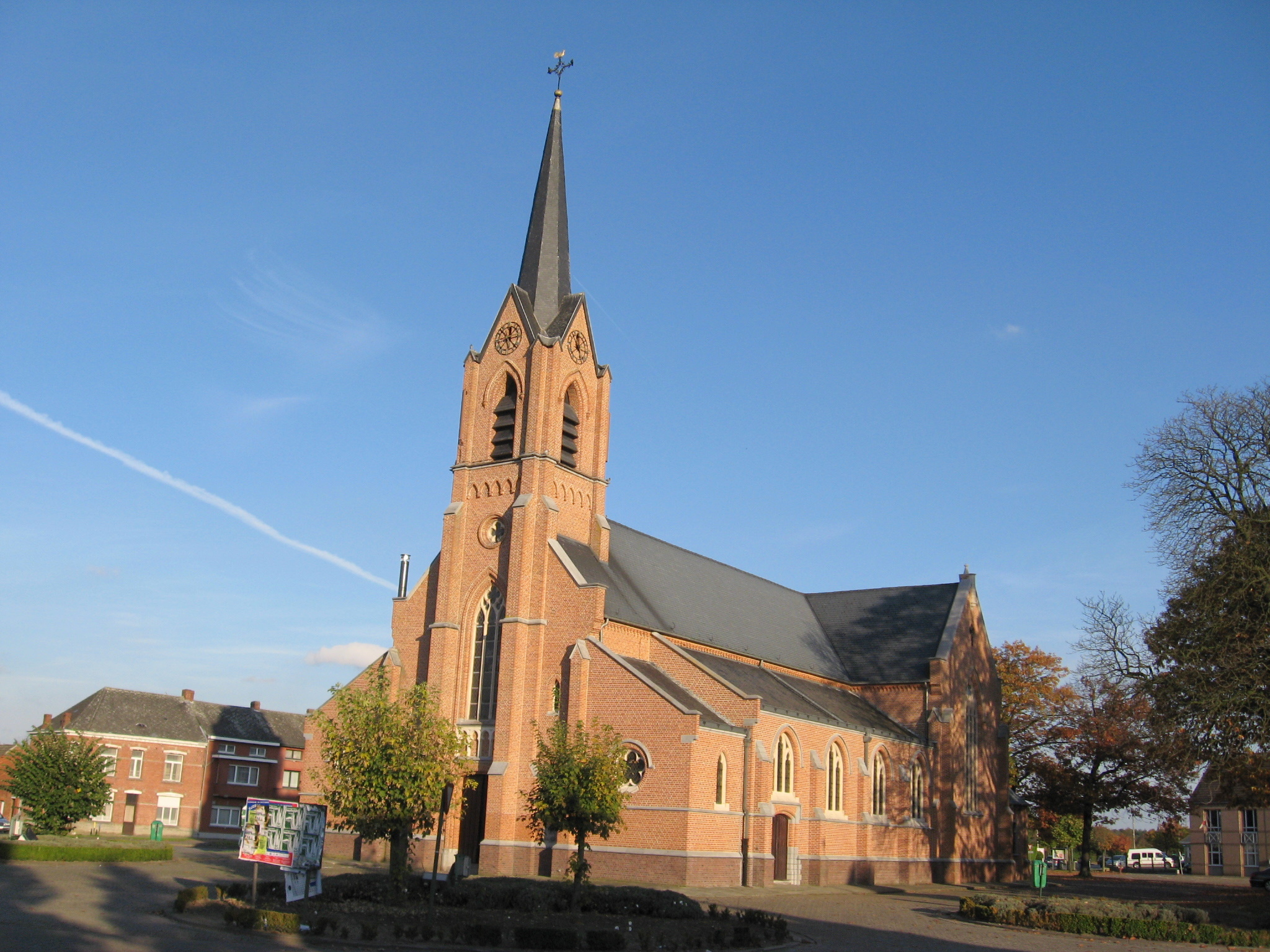
Onze-Lieve-Vrouw-Onbevlekt-Ontvangenkerk

De Onze-Lieve-Vrouw-Onbevlekt-Ontvangenkerk is de parochiekerk van de de tot de Antwerpse gemeente Herselt behorende plaats Blauberg, gelegen aan Blauberg.

## Geschiedenis
De parochie werd in 1857 opgericht en graaf Charles de Merode schonk de grond voor de bouw van de kerk. Deze werd gebouwd in 1859-1860 naar ontwerp van Johan Van Gastel. In 1935 werd de -aanvankelijk eenbeukige- kerk met twee zijbeuken uitgebreid, naar ontwerp van Arthur Langerock.

## Gebouw
Het betreft een driebeukige bakstenen, min of meer georiënteerde, kerk in neogotische stijl met ingebouwde westtoren, niet-uitspringend transept en driezijdig afgesloten koor. De toren heeft vier geledingen en een ingesnoerde naaldspits omringd door vier puntgeveltjes.

## Interieur
Het interieur wordt overkluisd door een kruisribgewelf. Afgezien van een 18e-eeuws schilderij dat Sint-Augustinus verbeeldt zijn alle kunstwerken en het meubilair uit de 2e helft van de 19e eeuw.